# Orrdalsklint

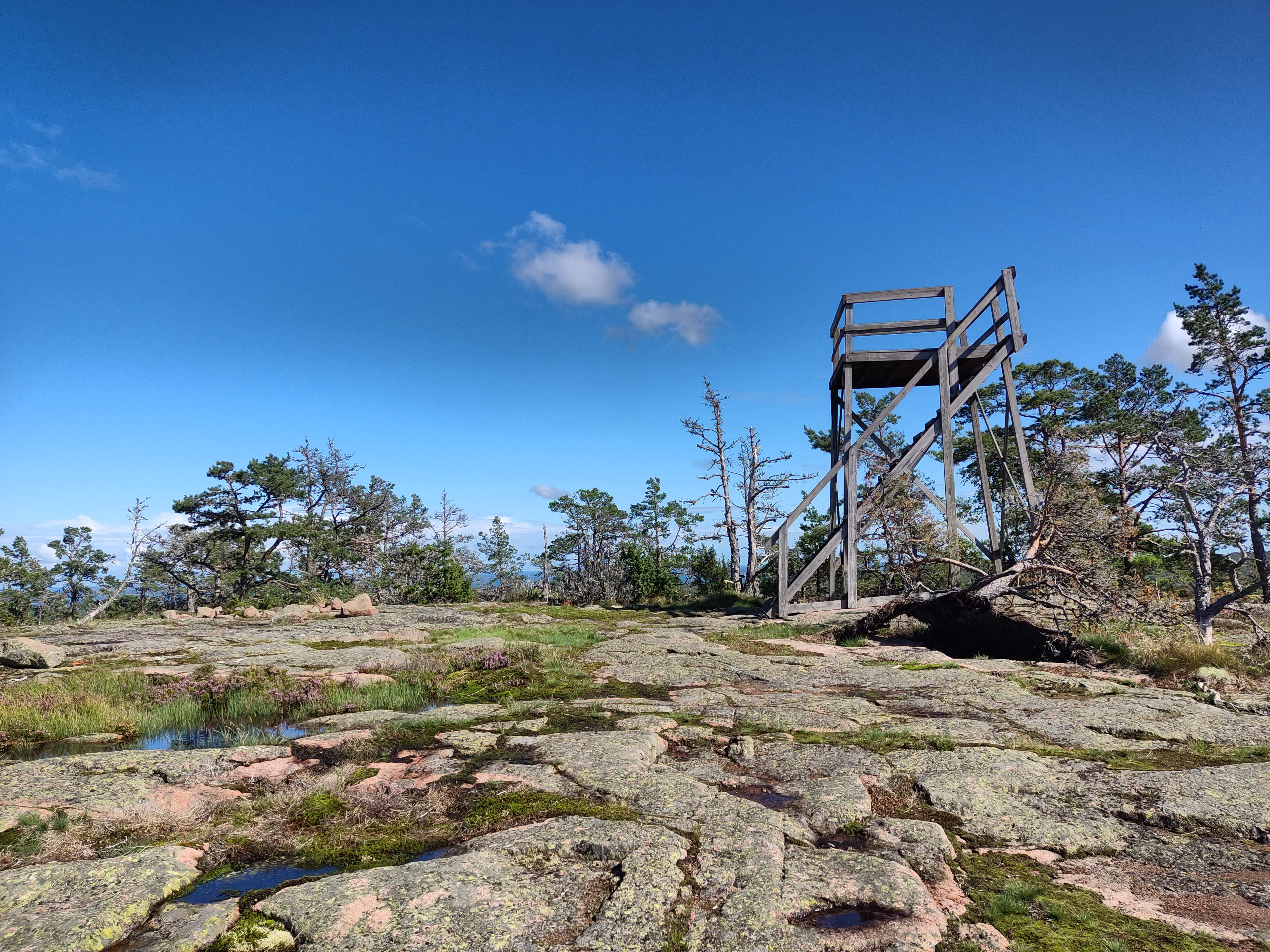

Der Orrdalsklint ist mit seinen 129 m der höchste Berg der finnischen Provinz Åland. Er liegt im Norden der Hauptinsel Fasta Åland in der Gemeinde Saltvik. Durch die Landhebung gewinnt der Orredals Klint wie ganz Åland jedes Jahr etwa 1 cm an Höhe. Auf dem Gipfel gibt es einen Aussichtsturm.